# Running Up That Hill (Placebo)
Running Up That Hill è un singolo promozionale del gruppo musicale britannico Placebo, pubblicato nel 2003 ed estratto dall'album di cover Covers.

## Descrizione
Si tratta della reinterpretazione dell'omonimo brano del 1986 realizzato dalla cantante britannica Kate Bush. È stato utilizzato in molte serie televisive famose, come ad esempio Bones, NCIS, The O.C., The Vampire Diaries, Queer as Folk e per i trailer di Daybreakers - L'ultimo vampiro e Falling Skies.
Nel 2007 è stato inserito nella lista tracce della riedizione statunitense del loro quinto album in studio Meds.

## Tracce
CD promozionale
1. Running Up That Hill – 4:56 (Kate Bush) – originariamente interpretata da Kate Bush

7" – Shout/Running Up That Hill
- Lato A

1. Shout – 5:04 (Ian Stanley, Roland Orzabal) – originariamente interpretata dai Tears for Fears

- Lato B

1. Running Up That Hill – 4:56 (Kate Bush) – originariamente interpretata da Kate Bush

## Video musicale
Il video è stato reso disponibile nel 2006 e mostra un collage di vari filmati realizzati dai fan del gruppo.

## Classifiche
| Classifica (2007-10) | Posizione massima |
| -------------------- | ----------------- |
| Australia            | 81                |
| Irlanda              | 36                |
| Regno Unito          | 44                |
| Svezia               | 26                |